# Trachops cirrhosus
Trachops cirrhosus é uma espécie de morcego da família Phyllostomidae. É uma das duas espécies descrita para o gênero Trachops. Pode ser encontrada na América Central e na América do Sul.

## Morfologia
O morcego apresenta realces semelhantes a verrugas nos lábios e no focinho. Possui uma cor marrom-avermelhada com cinza na barriga. O pelo é longo e lanoso. É de tamanho médio, pesando cerca de 32 gramas.
A cauda é curta. Possui uma folha nasal com bordas serrilhadas. Possui dois pares de incisivos inferiores com três pares de pré-molares inferiores. Os molares têm depressões tuberculosas com cúspides em forma de w. O rostro é mais curto que a caixa craniana, mas igual à largura da caixa craniana.

## Reprodução e desenvolvimento
Geralmente acasala durante a estação seca nos trópicos, normalmente de janeiro a junho. Não há diferença real na aparência entre o macho e a fêmea. Dá à luz um filho de cada vez. Os filhotes podem ficar com os pais por um período considerável de tempo.

## Distribuição e habitat
Pode ser encontrada na América Central e na América do Sul, incluindo os seguintes países: México, Guatemala, Belize, El Salvador, Honduras, Nicarágua, Costa Rica, Panamá, Colômbia, Venezuela, Guiana, Suriname, Guiana Francesa, Trinidad e Tobago, Brasil e Peru.

## Ecologia
Seu habitat preferido é próximo a lagoas ou riachos. Se empoleira em árvores ou troncos ocos e, às vezes, em cavernas. Gosta de florestas tropicais secas e úmidas. Trachops cirrhosus é um onívoro oportunista que apanha folhagem, comendo principalmente insetos com alguns lagartos, sapos, frutas e sementes. Em casos raros, observou-se que a espécie é capaz de comer morcegos, como o Furipterus horrens. Às vezes, compartilha poleiros com outras espécies de morcegos. Às vezes é atacado por gambás da espécie cuíca-de-quatro-olhos.

## Comportamento
Empoleira-se em grupos de até 50 indivíduos e ambos os sexos empoleiram-se juntos. emergem dos poleiros cedo, quando ainda há luz do dia, pois esse é o melhor momento. A espécie caça seguindo sons de insetos e sapos e também por meio da ecolocalização.

## Conservação
Seu estado de conservação foi descrito como "espécie pouco preocupante" pela União Internacional para a Conservação da Natureza (IUCN). Tal classificação foi aferida pois suas populações estão estáveis, porém foi observado que, diante de seus hábitos alimentares, encontra-se em posição precária que sofre riscos pelas atividades humanas.